# Горан Драгић
Горан Драгић (Љубљана, 6. мај 1986) бивши је словеначки кошаркаш. Играо је на позицији плејмејкера. Његов брат Зоран је такође кошаркаш.

## Клупска каријера

### Европа
Каријеру је започео 2003. у словеначком нижелигашу Илирији из Љубљане. За Илирију је одиграо једну сезону, након чега се сели у тадашњег словеначког АБА лигаша Слован. Пошто је две сезоне провео у Словану, 2006. потписује за шпанску Таукерамику, али никада није заиграо за тај клуб; најпре је отишао у Мурсију на једногодишњу позајмицу, да би следеће године био позајмљен словеначкој Унион Олимпији. Са Олимпијом је освојио титулу словеначког првака.
Током НБА локаута 2011. године поново се вратио у Европу и одиграо неколико утакмица за Каху Лаборал.

#### НБА
Драгић је изабран као 45 пик на НБА драфту 2008. од стране Сан Антонио спарса који су права на њега мењали у Финикс сансе. Како је био везан уговором за Таукерамику, Санси су откупили његов уговор и званично је за екипу Финикса потписао 22. септембра 2008. године.
Дана 24. фебруара 2011. Драгић је послан у Хјустон рокетсе у замену за Арона Брукса. Дана 13. априла 2011. Драгић је забележио свој први трипл-дабл учинак у НБА. У победи над Минесота тимбервулвсима за 45 минута на паркету забележио је по 11 поена, скокова и асистенција.
У јулу 2012. када је постао слободан агент, Драгић је потписао четворогодишњи уговор са својим првим тимом у НБА Финикс сансима. Дана 28. фебруара 2014. на утакмици домаћих Финикс санса против Њу Орлеанс пеликанса 116:104 постигао је лични рекорд каријере од 40 поена. Поред тога забележио је учинак од 14-21 за два поена, 3-7 за три поена, пенале је шутирао 9-11, а уписао је и 3 скока и 5 асистенција. Драгић је у сезони 2013/14. проглашен за играча који је највише напредовао у НБА лиги. Он је у тој сезони био стартер на 75 од 76 утакмица у којима је бележио просечно 20,3 поена, уз 5,9 асистенција и 3,2 скока.
У фебруару 2015. Драгић је трејдован у Мајами хит. Шест и по сезона је провео у Мајами хиту након чега је наступао и за Торонто репторсе, Бруклин нетсе, Чикаго булсе и Милвоки баксе.
Дана 31. децембра 2023. године објавио је да завршава играчку каријеру.

## Репрезентација
Драгић је са репрезентацијом Словеније до 20 година освојио златну медаљу на Европском првенству 2004. у Чешкој.
За сениорску репрезентацију Словеније је дебитовао 2006. године. Играо је на три Светска првенства – 2006, 2010 и 2014. године и на пет Европских првенстава — 2007, 2009, 2011, 2013 и 2017. године.

## Приватно
Горан Драгић је рођен у Љубљани од оца Србина и мајке Словенке. Драгићев млађи брат Зоран је такође кошаркаш и њих двојица су били саиграчи у екипама Финикс санса и Мајами хита. Њихов отац Маринко је из Зворника, Република Српска, а стриц им живи у Пожаревцу.
Драгић се оженио 2013. године са својом дугогодишњом девојком Мајом која је из Модриче. Горану Драгићу је уручен Орден Његоша првог реда од стране председника Републике Српске Милорада Додика.

## Успеси

### Клупски
- Унион Олимпија:
  - Првенство Словеније (1): 2007/08.
  - Куп Словеније (1): 2008.

### Репрезентативни
- Европско првенство:  2017.
- Европско првенство до 20 година:  2004.

### Појединачни
- Евроскар (1): 2017.
- НБА Ол-стар меч (1): 2018.
- Играч НБА који је највише напредовао (1): 2013/14.
- Идеални тим НБА — трећа постава (1): 2013/14.
- Најкориснији играч Европског првенства (1): 2017.
- Идеални тим Европског првенства (1): 2017.